# Komödianten (1941)
Komödianten ist ein Spielfilm von G. W. Pabst aus dem Jahre 1941. Im Mittelpunkt dieses Künstlerporträts des 18. Jahrhunderts steht die Theaterprinzipalin Caroline Neuber, gespielt von Käthe Dorsch. Mit zwei weiteren weiblichen Topstars verschiedener Filmepochen, Hilde Krahl und Henny Porten, ist der Film überaus prominent besetzt.

## Handlung
Deutschland, 18. Jahrhundert: Die Schauspielerin Caroline Neuber, genannt die Neuberin, leitet eine eigene Bühnentruppe. Ihr Ziel ist, die hohe Kunst, das ernsthafte Theater durchzusetzen. Doch bedauerlicherweise ist die Figur des Hanswursts – ihrer heißt mit Realnamen Müller – im Deutschland des 18. Jahrhunderts die populärste Person eines jeden Theaterstücks, und dessen Aufgabe ist es, durch komische und anzügliche Bemerkungen inmitten eines jeden Stücks die Menschen zum Lachen zu bringen. Da sie ihn der ernsten Kunst als abträglich empfindet, fasst die Neuberin sich ein Herz und entlässt ihn trotz aller Beliebtheit aus dem Ensemble. Von nun an lässt der Erfolg der Neuber-Truppe rapide nach, und erste Kollegen wandern ab – vor allem zum Hanswurst Müller, der jetzt seine eigene Schauspieltruppe auf die Beine stellen möchte.
Die Neuberin will mit Disziplin und kulturellem Auftrag unbedingt die ernsthafte Theaterkunst in deutschen Landen durchsetzen. Dieser Weg ist steinig und hart. Zu ihrer Truppe ist unlängst die junge Philine Schröder gestoßen, die bereits mit kleinen Rollen bedacht wird. Sie floh einst vor ihrem Vormund, der sie verkuppeln wollte. Sie ist verliebt in den für seine Frauengeschichten bekannten Baron Armin von Perckhammer, der es aber mit ihr ernst zu meinen scheint. Da Schauspieler zu dieser Zeit einen schlechten Ruf genießen, ahnt er, dass seine mächtige Tante, die Herzogin Amalia von Weißenfels, gegen eine als unstandesgemäß empfundene Ehe massiv Einspruch erheben dürfte. Vielmehr will die Tante Armin mit seiner Cousine Vera, der Tochter ihres Bruders, des Herzogs von Coburg, verheiraten. Doch Philine will nicht von ihrem Armin lassen, und so wird sie eines Tages auf Befehl der Herzogin verhaftet.
Nach einem Theaterauftritt stellt die Herzogin Caroline Neuber dem Herzog von Kurland, Ernst Biron, vor. Beide verlieben sich ineinander, obwohl die Neuberin noch verheiratet ist. Der Herzogin ist diese Mesalliance wie auch die sich anbahnende, aber vorerst verhinderte zwischen Baron Armin und Philine Schröder mehr als nur ein Dorn im Auge. Als die Neuberin argumentiert, dass die seriöse Schauspielkunst einen Menschen auf ein und dieselbe gesellschaftliche Stufe mit dem Adel stelle, ist der Bruch mit der standesbewussten Herzogin perfekt. Sie entzieht der Neuber-Truppe jegliche Unterstützung, gibt aber immerhin Philine frei. Caroline ist bald pleite, als ihr der Herzog von Kurland ein gut dotiertes Engagement nach Sankt Petersburg vermittelt. Doch nachdem sie erkennen muss, dass sie an der Seite ihres hochadeligen Geliebten als Künstlerin zum Scheitern verurteilt ist, flieht sie mit ihrer Truppe zurück nach Leipzig.
Doch dort erhält sie keine Auftrittsgenehmigung und muss sich nun mehr schlecht als recht mit Auftritten in Gartenlokalen durchschlagen. Als sie mit einem Stück über die Verbannung der Hanswurst-Figur aus dem zeitgenössischen Theater gastiert, kommt es zu einem regelrechten Tumult. Am Ende steht die Auflösung der Neuberin-Truppe, und die Künstler gehen getrennte Wege. Zurück an Carolines Seite bleiben nur noch ihr treuer Ehemann und ihre gelehrige Schülerin Philine. Die junge Nachwuchskünstlerin reist daraufhin heimlich nach Weißenfels ab und versucht dort, bei Herzogin Amalia, ein gutes Wort für Caroline Neuber einzulegen. Die Herzogin sagt ihre Unterstützung zu, doch als man auf der Suche nach dem Ehepaar Neuber ist, sind beide verschwunden. Die Herzogin lässt im gesamten Land nach den beiden suchen. Desillusioniert, verarmt und entkräftet stirbt Caroline Neuber in den Armen ihres Mannes. Nunmehr zeigt sich auch die Herzogin bestürzt und gibt sogar ihren Segen für die Vermählung von Philine mit Baron Armin. Doch die junge Nachwuchskünstlerin fühlt sich dem unausgesprochenen Vermächtnis der Neuberin verpflichtet und will sich fortan nur noch der hohen Kunst widmen. Die Gründung eines Deutschen Nationaltheaters, ganz ohne Hanswurste, ist beschlossene Sache.

## Produktionsnotizen
Die Dreharbeiten zu Komödianten begannen am 17. Oktober 1940 mit den Nachtaufnahmen und wurden am 21. Oktober 1940 mit den Atelieraufnahmen fortgesetzt. Gedreht wurde in den Bavaria-Ateliers in Geiselgasteig und in der Ufastadt in Babelsberg. Drehschluss war der April 1941. Die Außendrehs fanden im Salzkammergut statt.
Die Berliner Erstaufführung von Komödianten, entstanden nach der Romanvorlage Philine von Olly Boeheim, erfolgte am 5. September 1941 im Ufa-Palast am Zoo.
Komödianten erhielt nach der Abnahme des Films durch die Zensur die NS-Prädikate ‘Staatspolitisch und künstlerisch wertvoll‘, ‘Kulturell wertvoll‘ und ‘Volksbildend‘.
Die Kulissen stammen von Julius von Borsody und Herbert Hochreiter, die Kostüme wurden von Maria Pommer-Pehl entworfen. Die Produktionsleitung hatte Gerhard Staab. Der bei Gustaf Gründgens beschäftigte Schauspieler Ullrich Haupt gab hier sein Filmdebüt.
Die Produktionskosten von Komödianten beliefen sich auf etwa 2.561.000 Mio. Reichsmark.
Auf der IX. Internationalen Filmkunstausstellung (Biennale) in Venedig 1941 ging die Goldene Medaille in der Kategorie „bester Regisseur“ an G. W. Pabst für seine Komödianten-Leistung.

## Kritik
Die Schweizer Fachpublikation ‘Der Filmberater‘ urteilte in einer ausführlichen Analyse recht kritisch über die filmischen Qualitäten von Komödianten: „Wir haben hier ein schlagendes Beispiel vor uns, wie der beste Stoff, die besten Drehbuchautoren, die besten Darsteller und der beste Regisseur nicht genügen können, einen guten Film zu schaffen, wenn nicht die ganze Gesellschaft vom Geiste besessen ist, der mit einer Kamera und ein paar tausend Metern Rohfilm einen FILM dichtet. […] …das Buch von Eggebrecht, v. Hollander und Pabst gestaltet den Stoff nicht frei, sondern nach einem Roman von Olly Boeheim: ‘Philine‘. Die Neuberin steht nicht ganz im Mittelpunkt, aber auch die Geschichte ihrer Schülerin Philine Schröder tut es nicht, nicht einmal das bewegte Leben ihres Ensembles. Es ist viel zu viel Stoff da, und viel zu wenig kann darum durchgestaltet werden. Die Autoren bringen einen guten Dialog zustande, der als Hörspiel wertvoll wäre, aber im Film Dinge erklärt, die man zeigen müßte, damit wir sie erlebten. Die große Darstellungsgabe Käthe Dorschs sähen wir daher viel lieber auf der Bühne. […] Und der ganze Film veranschaulicht eigentlich viel mehr eine ganze Reihe von Erinnerungen aus den Deutschstunden der Gymnasialzeit, als daß er uns an die großen Beispiele deutscher oder Pabst‘scher Filmkunst gemahnte.“
Das Lexikon des internationalen Films schrieb über Komödianten: „Die Filmbiografie fesselt vor allem durch Käthe Dorschs schauspielerische Intensität. Die Herausstellung einer ‘deutschen‘ Theaterkunst kam 1941 -- wissentlich oder unwissentlich - den Absichten der NS-Ideologen entgegen.“
Reclams Filmführer urteilte: „Pabst … führte sich mit einem Film wieder ein, der durchaus in die damalige Landschaft paßte. Lebensbilder großer Deutscher waren sehr beliebt. Immerhin wählte er eine Frau, deren Leben wenig Möglichkeit zu ideologischer Indoktrinierung bot. Und wenn er auch die Qualität seiner früheren Filme nicht erreicht, so zeichnete er doch ein vielfältiges und lebendiges Bild vergangener Zeiten. Einzelne Milieuschilderungen vom tristen Leben der fahrenden Komödianten sind vorzüglich.“